# Lineární rovnice
Termín lineární rovnice v matematice označuje algebraickou rovnici prvního stupně, tzn. rovnici o jedné neznámé, ve které neznámá vystupuje pouze v první mocnině. V základním tvaru vypadá následovně:
{\displaystyle ax+b=0}
Zde jsou a a b nějaká reálná čísla, tzv. koeficienty této rovnice (a se nazývá lineární koeficient, b je absolutní člen), x je neznámá. a je různé od nuly, neboť pro a=0 se jedná o triviální rovnici b = 0, která buď nemá řešení (pokud je číslo b nenulové), nebo jsou jejím řešením všechna reálná čísla (pokud je b nula).

## Řešení rovnice
Lineární rovnice se řeší prostým osamostatněním neznámé x: převedením b na opačnou stranu a vydělením rovnice číslem a. Řešením je tedy
{\displaystyle x={\frac {-b}{a}}}.

## Geometrický význam

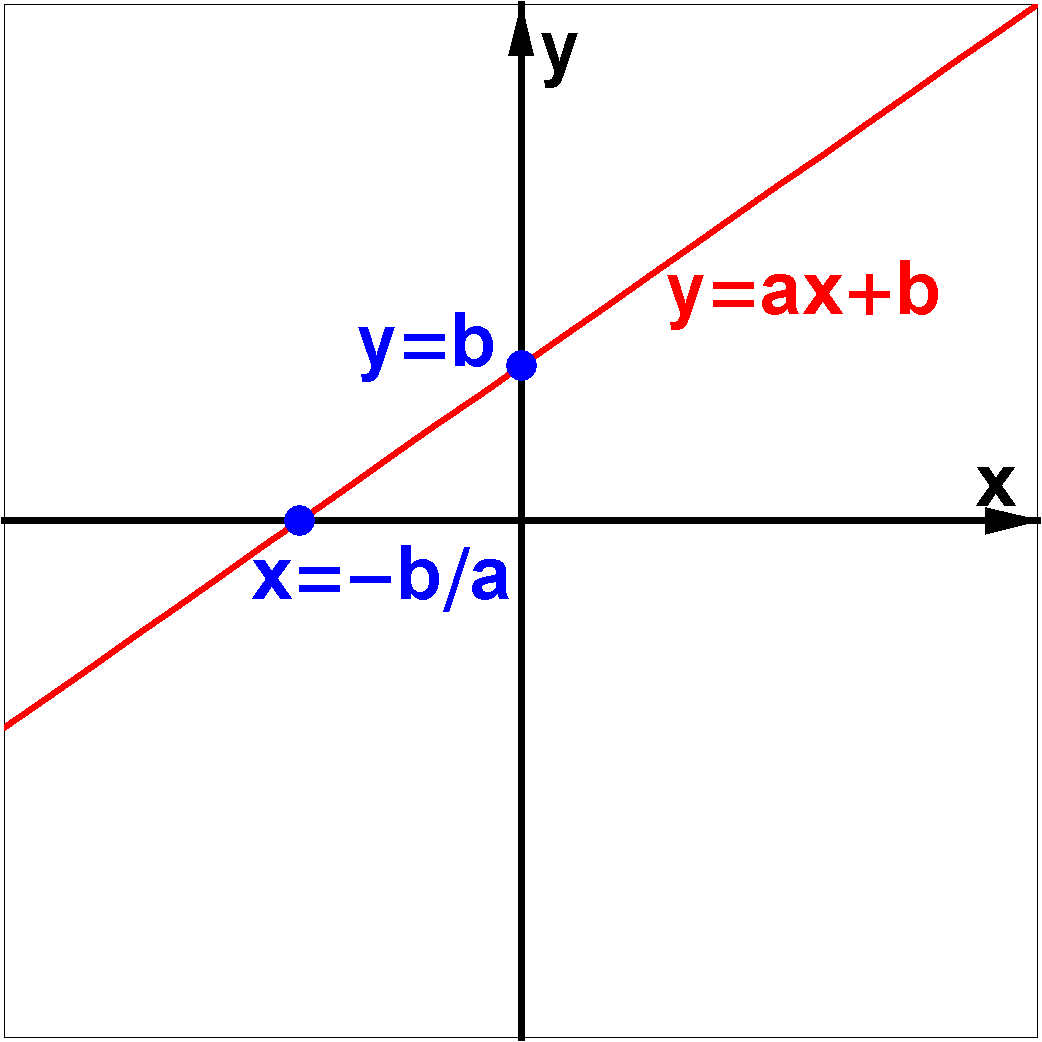
Přímka má rovnici, řešením rovnice je průsečík přímky s osou (neboť pro osu platí, že).

Levá strana rovnice (ax + b) popisuje přímku. Při řešení rovnice hledáme průsečík této přímky s osou x. Přímka v rovině může mít vůči ose x obecně tři polohy:
- Přímka je totožná s osou x. Její rovnice je tudíž y = 0, koeficienty příslušné lineární rovnice jsou a = 0, b = 0. Řešením rovnice jsou všechna reálná čísla.
- Přímka je rovnoběžná s osou x, ale je od ní různá. Její rovnice je y = k, přičemž k je nenulové. Koeficienty příslušné lineární rovnice jsou a = 0, b = k ≠ 0. Jelikož různé rovnoběžné přímky nemají průsečík, rovnice nemá řešení.
- Přímka je s osou x různoběžná. Její rovnice je y = ax + b, přičemž a je nenulové (výjimečným případem je situace, kdy přímka je kolmá na osu x a její rovnice má tvar x = k). Tehdy má přímka s osou x jeden průsečík a rovnice má jedno řešení.